# Rostislav Vojáček
Rostislav Vojáček (ur. 23 lutego 1949 w Křenovicach) – czeski piłkarz grający na pozycji środkowego obrońcy.

## Kariera klubowa
Pierwszym klubem Vojáčka w karierze był Slavoj Kojetín. Jego piłkarzem był do 1968 roku i wtedy też przeszedł do Dukli Kroměříž. Po roku gry w tym klubie trafił do Dukli Tábor, a w 1970 roku został piłkarzem Baníka Ostrawa. W jego barwach zadebiutował w pierwszej lidze czechosłowackiej. W 1973 roku osiągnął pierwszy sukces w karierze, gdy z Baníkiem zdobył Puchar Czechosłowacji. W 1976 roku wywalczył swoje pierwsze mistrzostwo kraju i pierwsze w historii Baníka. W 1978 roku wywalczył kolejny krajowy puchar, a wiosną 1979 roku dotarł z Baníkiem do półfinału Pucharu Zdobywców Pucharów (1:3, 2:1 z Fortuną Düsseldorf). W 1980 i 1981 roku wywalczył kolejne tytuły mistrza kraju. W 1986 roku w wieku 37 lat zakończył karierę piłkarską. W zespole Baníka rozegrał 381 meczów i strzelił 26 goli.

## Kariera reprezentacyjna
W reprezentacji Czechosłowacji Vojáček zadebiutował 7 kwietnia 1974 roku w przegranym 0:1 towarzyskim meczu z Brazylią. W 1980 roku został powołany przez selekcjonera Jozefa Vengloša do kadry na Euro 80. Na tym turnieju wystąpił we dwóch meczach: z Holandią (1:1) i o 3. miejsce z Włochami (1:1, karne 9:8). W 1982 roku był w kadrze Czechosłowacji na Mistrzostwa Świata w Hiszpanii. Tam zagrał we dwóch spotkaniach: z Anglią (0:2) i z Francją (1:1). Od 1974 do 1982 roku rozegrał w kadrze narodowej 40 meczów i strzelił 1 gola.